# Алый Первоцвет
«Алый Первоцвет» (англ. The Scarlet Pimpernel, Скарлет Пимпернел) — классический приключенческий роман, написанный баронессой Эммой Орци в 1905 году (по её же пьесе 1903 года), о британском аристократе и роялисте, действующем на территории Франции в эпоху Террора.
Главный герой, сэр Перси Блейкни, в повседневной жизни изображает изнеженного денди, заинтересованного только в моде и фасонах фрака, и параллельно с этим ведёт активную подпольную деятельность по борьбе с Французской революцией. Алый Первоцвет — это избранный им псевдоним. Он спасает от гильотины и переправляет в Англию нескольких знатных французских аристократов, а также вызволяет из якобинского плена малолетнего наследника французского престола Людовика XVII. Цикл романов об Алом Первоцвете включал более 10 книг и создавался баронессой Орци до 1930-х годов.
Этот роман и его продолжения, написанные баронессой, популяризовали фигуру мстителя в маске (англ. masked avenger), которая в дальнейшем эволюционировала в таких героев, как Зорро и даже Бэтмен. Несмотря на свою наивность и романтичность для современного читателя, а также исторические погрешности, в прошлом роман пользовался на Западе чрезвычайной популярностью. Из классиков русской литературы этой книжкой зачитывался юный Владимир Набоков.

## Цикл романов

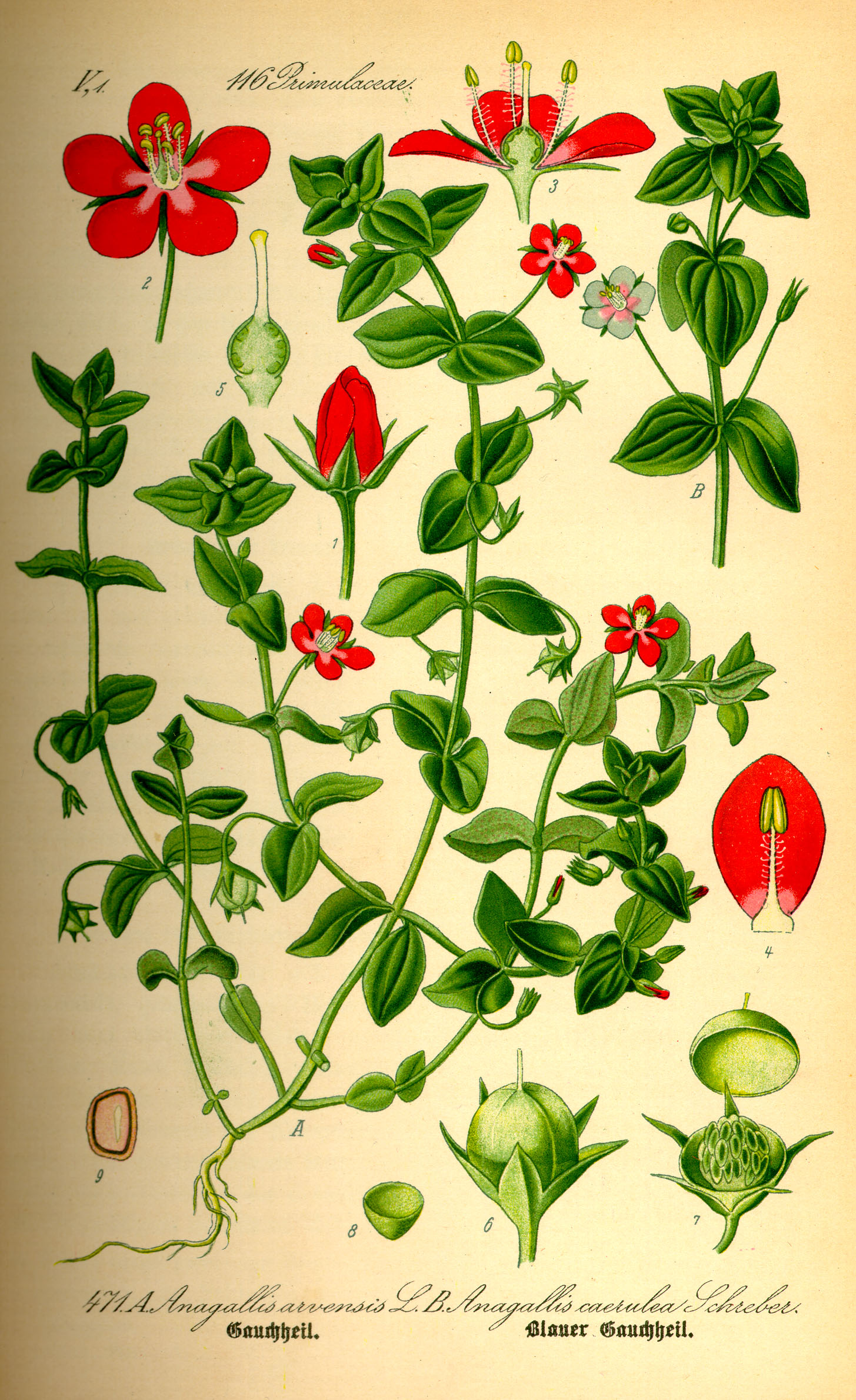
Anagallis arvensis — точный перевод на русский «Очный цвет»

### Романы
- «Алый Первоцвет» (пьеса 1903, роман 1905)
- I will Repay (1906)
- The Elusive Pimpernel (1908)
- Eldorado (1913)
- Lord Tony’s Wife (1917)
- The Triumph of the Scarlet Pimpernel (1922)
- Sir Percy Hits Back (1927)
- A Child of the Revolution (1932)
- The Way of the Scarlet Pimpernel (1933)
- Sir Percy Leads the Band (1936)
- Mam’zelle Guillotine (1940)

### Сборники рассказов
- The League of the Scarlet Pimpernel (1919) «Лига Красного Цветка»
- Adventures of the Scarlet Pimpernel (1929)

### Смежные книги
- The Laughing Cavalier (1913) (о предке героя)
- The First Sir Percy (1920) (аналогично)
- Pimpernel and Rosemary (1924) (о любовной истории героя)
- The Scarlet Pimpernel looks at the World (1933)

## Фильмы и музыка
- Существует около 15 экранизаций романа, наиболее известные:
  - Алый Первоцвет (фильм, 1934) — в гл. роли Лесли Говард
  - Алый Первоцвет (фильм, 1982) — в гл. роли Энтони Эндрюс
  - Алый Первоцвет (сериал) — сериал 1999—2000 годов.
- Алый Первоцвет (мюзикл) — мюзикл 1997 года.
- «Scarlet Pimpernel» — песня Black Sabbath.
- Пародия в Шоу Бенни Хилла "Алый Прыщ" (выпуск 06.02.1980 г.)

## Последователи Алого Первоцвета
- Шотландский священник Дональд Кэски[англ.] во время Второй мировой войны помог бежать из оккупированной Франции примерно 2 тыс. человек. В 1957 году издал автобиографию под названием «Тартановый первоцвет» (с отсылкой к национальному символу Шотландии — тартану).
- Шведский дипломат Харальд Эдельстам получил прозвище «Чёрный первоцвет» за то, что спасал норвежских евреев и подпольщиков от фашистов и чилийцев, спасавшихся от режима Пиночета.
- На волне успеха экранизации 1934 года с Лесли Говардом в главной роли последний снял по мотивам романа ленту «Пимпернель Смит» (1941), действие которой перенесено в 1940-е годы: главный герой — кембриджский археолог, который вызволяет узников из фашистских концлагерей. Считается, что эта картина вдохновила Рауля Валленберга на спасение евреев от нацистов.